# Caleiro (Villanueva de Arosa)
Caleiro (Santa María de Caleiro) es una parroquia que se localiza en el ayuntamiento de Villanueva de Arosa. Según el IGE, en 2016 tenía 2 946 habitantes, de los cuales 1 445 eran hombres y 1 501 mujeres. Esto supone una disminución de habitantes respecto al año 2007 cuando tenía 3 072.

## Patrimonio
La Iglesia de Santa María de Caleiro, de origen románica y que conserva elementos de la fábrica medieval, como el ábside, y los canecillos.

## Lugares y parroquias

### Lugares de la parroquia de Caleiro, en el ayuntamiento de Villanueva de Arosa
- A Aduana de Corón
- A Pantrigueira
- Boutrín
- Caleiro
- Corón
- Currás
- Galáns
- O Montiño
- Ousensa
- San Roque de Corón
- Saradelo
- Tarrío
- Vilamaior

### Parroquias de Villanueva de Arosa
- András (San Lourenzo)
- Bayón (San Xoán)
- Caleiro (Santa María)
- Deiro (San Miguel)
- Tremoedo (Santo Estevo)
- Villanueva de Arosa (San Cibrán)